# Santa Claus (Indiana)
Santa Claus je město v USA, v jihozápadní části státu Indiana. Je to největší město okresu Spencer County, co do počtu obyvatel. Leží nedaleko dálnice Inerstate 64, vedoucí z Chesapeake do St. Louis. V roce 2020 zde žilo 2 586 obyvatel, počet obyvatel v průběhu let roste.
Město těží ze svého jména, která se shoduje s americkou populární vánoční postavou, se Santou Clausem. Na zdejší poštu, která nese Santovo jméno, lidé posílají dopisy Santovi již od začátku 20. století. Každoročně se zde scházejí dobrovolníci, kteří si říkají "Santovi elfové", kteří zajišťují, že na každý dopis bude odeslána odpověď. Každý prosinec se na zdejší poště také používá speciální vánoční razítko, jehož design je každý rok jiný. Design razítka navrhují studenti zdejších středních škol.
Ve městě stojí několik soch Santy Clause, nachází se zde také mnoho turistických atrakcí, které jsou z většiny spojené právě se Santou Clausem. Jde o muzeum Santy Clause, Santův cukrový hrad (Santa's Candy Castle), zábavní park Holiday World & Splashin' Safari, golfový resort Christmas Lake Golf Course a stáje Santových sobů.
Většina obyvatel žije v části města, která se nazývá Christmas Lake Village (vesnice u Vánočního jezera). Ulice v této čtvrti jsou pojmenovány podle vánočních témat, leží zde jezero Christmas Lake (Vánoční jezero) a menší jezera s názvy Lake Holly a Lake Noel.

## Historie
Město bylo založeno v roce 1849 pod názvem Santa Fe. V roce 1856 chtěli místní ve městě zaregistrovat poštu, ovšem se jménem Santa Fe byli odmítnuti, jelikož toto jméno už nesla jiná pošta, prý se zprávou "vyberte si jiné jméno". Proč bylo vybráno jméno Santa Claus není známo. V roce 1895 byl název pošty změněn na Santaclaus, v roce 1928 pak opět na původní název Santa Claus. První otevřenou turistickou atrakcí spojenou s postavou Santy Clause byl Santův cukrový hrad, otevřený podnikatelem Miltem Harrisem v roce 1935. V průběhu dalších let byly otevřeny mnohé další atrakce. V 60. letech 20. století se začala stavět čtvrť Christmas Lake Village, která se skládá z rodinných domů postavených kolem jezera Christmas Lake.